# Paul Valadon

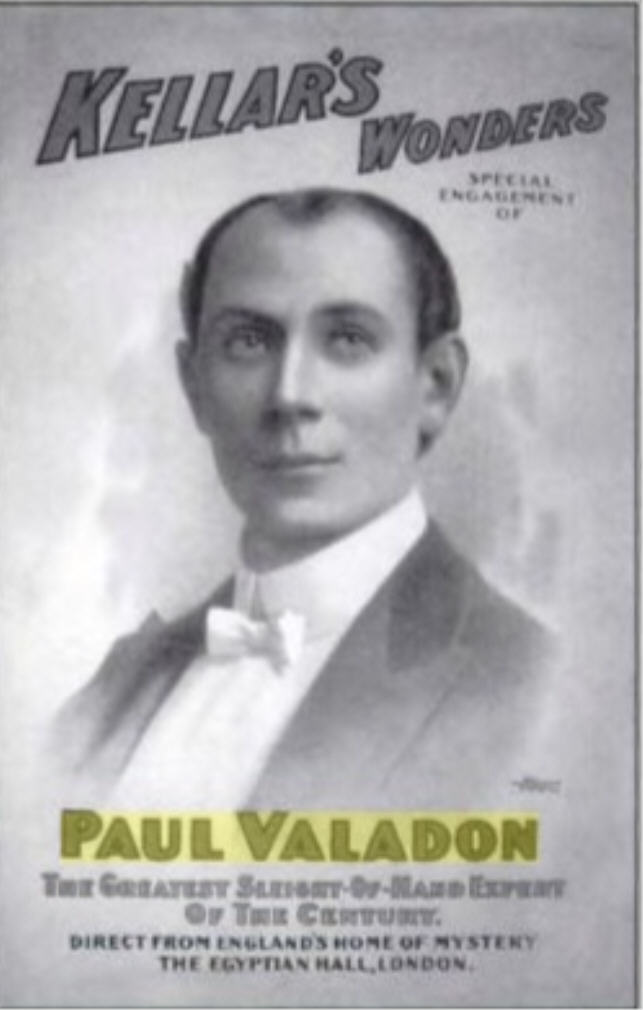
Paul Valadon

Paul Valadon (* 1867 in Köln; † 23. April 1913 in Phoenix (Arizona)) war ein Zauberkünstler.

## Leben
Paul Valadon wurde unter dem Namen Adolph Waber oder Adolph Weber geboren. Er war zeitweise Friseur in London und Assistent bei Ernst Basch und begann seine eigene Karriere zusammen mit seiner Frau mit einer Gedankenlesernummer. Er bereiste England, Australien und Südafrika. 1896 zog er nach England. Dort arbeitete er von 1904 bis 1907 als Nachfolger von David Devant bei Maskelyne und Cooke in London. In der Egyptian Hall in London lernte ihn Harry Kellar kennen, der ihn für die Kellar's Show anwarb. Vermutlich erhielt Kellar auf diese Weise Kenntnis von einigen Tricks, die ihm bislang unbekannt gewesen waren. Eigentlich hätte Valadon Harry Kellars Nachfolger werden sollen; es gab aber 1907 Unstimmigkeiten, die dies verhinderten. Kellar verkaufte sein Geschäft stattdessen an Howard Thurston. Valadon starb verarmt in den USA an Tuberkulose. Er hinterließ einen Sohn.